# Sophie Polkamp
Sophie Polkamp (Groningen, 2 augustus 1984) is een Nederlands hockeyster, en speelde 127 interlands (twee doelpunten) voor de Nederlandse vrouwenploeg (peildatum 22 september 2012).
Polkamp maakte op 9 juli 2005 haar debuut voor de Nederlandse vrouwenhockeyploeg in de wedstrijd tegen Schotland (6-0), tijdens het vierlandentoernooi in Bremen. In Oranje was ze rechtsback en later centrale verdediger.
Polkamp begon haar hockeycarrière bij Groningen, vertrok in 2002 naar SCHC en komt sinds de zomer van 2007 uit voor Amsterdam. In 2009 en 2013 behaalde ze met Amsterdam de landstitel en won in 2014 de Europa Cup.
Na missen van de finale om de Europa Cup Hockey voor dames en één om de landstitel met haar club Amsterdam, speelde Polkamp op 22 augustus 2008 de finale van de Olympische Zomerspelen 2008 te Peking (Chn). Na de 2-0 zege op China was er een gouden medaille als beloning. Vier jaar later herhaalde zij die prestatie in Londen.
Nadat ze op 2 juni 2013 wereldkundig maakt dat ze haar interlandcarrière beëindigt, wordt op 19 april 2015 bekend dat Polkamp na de play-offs van dit seizoen afscheid neemt van het tophockey.
Sophie Polkamp is een nicht van de bij HC Rotterdam spelende Oliver Polkamp en ze heeft een relatie met Robbert Kemperman, vaste waarde in het mannelijke nationale team.

## Erelijst
- EK hockey 2005 te Dublin (Ier)
- Champions Trophy 2005 te Canberra (Aus)
- WK hockey 2006 te Madrid (Spa)
- Champions Trophy 2007 te Quilmes (Arg)
- EK hockey 2007 te Manchester (G-Br)
- Olympische Spelen 2008 te Peking (Chn)
- Champions Trophy 2009 te Sydney (Aus)
- EK hockey 2009 te Amstelveen (Ned)
- WK hockey 2010 te Rosario (Arg)
- Olympische Spelen 2012 te Londen (Eng)

Marilyn Agliotti · 
Naomi van As · 
Minke Booij · 
Wieke Dijkstra · 
Miek van Geenhuizen · 
Maartje Goderie · 
Eva de Goede · 
Ellen Hoog · 
Fatima Moreira de Melo · 
Eefke Mulder · 
Maartje Paumen · 
Sophie Polkamp · 
Lisanne de Roever · 
Janneke Schopman · 
Minke Smabers · 
Lidewij Welten ·
Coach: Marc Lammers
Marilyn Agliotti · 
Naomi van As · 
Merel de Blaey · 
Carlien Dirkse van den Heuvel · 
Margot van Geffen · 
Maartje Goderie · 
Eva de Goede · 
Ellen Hoog · 
Kelly Jonker · 
Kim Lammers · 
Caia van Maasakker · 
Kitty van Male · 
Maartje Paumen · 
Sophie Polkamp · 
Joyce Sombroek · 
Lidewij Welten ·
Coach: Max Caldas